# فتح قبرص على يد المماليك
فتح قبرص على يد المماليك هو عملية عسكرية من سلطنة مصر المملوكية ضد مملكة قبرص الصليبية وتم ذلك في سنة 829 هـ/1426

## سبب المعركة
كانت جزيرة قبرص وكراً للصليبيين الذين سُحقت ممالكهم في الشام على يد المسلمين المماليك ومن قبلهم الأيوبيين. كانت الروح الصليبية والرغبة في الانتقام والطمع في المجد والثروات هو ما يحرك هؤلاء الصليبيين للقرصنة والتعدي على المسلمين وسفنهم. ففي سنة 767 هــ قام ملك قبرص بطرس الاول بغارة على مدينة الإسكندرية فنهبوها وفعلوا بأهلها أبشع الأفعال. فشل السلاطين المماليك الذين كانوا في تلك اللحظة غارقين في مشاكلهم الإدراية والاقتصادية في دفع خطر هؤلاء. حاول السلطان المملوكي سيف الدين برسباي عقد هدنة مع القبارصة لكنه فشل. ثم جاءت القطرة التي أفاضت الكأس.
ففي يوم 28 رجب 829 هــ بلغ إلى السلطان المملوكي أن الفرنجة قد هاجموا 4 سفن تابعة للمسلمين وأغرقوها. فطفح الكيل ببرسباي وعزم على الجهاد، وهكذا في يوم الأربعاء 24 شعبان انطلق المسلمون بقيادة الأمير تغردي المحمودي وإينال الجكمي من ميناء الإسكندرية متجهين لقبرص.

## الحملات الثلاث

### الحملة الأولي
خرجت الحملة الأولى في سنة (827هـ = 1424م)، وكانت حملة صغيرة نزلت قبرص، وهاجمت ميناء "ليماسول"، وأحرقت ثلاث سفن قبرصية كانت تستعد للقرصنة، وغنموا غنائم كثيرة، ثم عادت الحملة إلى القاهرة.

### الحملة الثانية
شجع هذا الظفر أن يبادر برسباي بإعداد حملة أعظم قوة من سابقتها لغزو قبرص، فخرجت الحملة الثانية في رجب (828هـ = مايو 1425م) مكونة من أربعين سفينة، واتجهت إلى الشام، ومنها إلى قبرص، حيث نجحت في تدمير قلعة ليماسول، وقُتل نحو خمسة آلاف قبرصي، وعادت إلى القاهرة تحمل بين يديها ألف أسير، فضلاً عن الغنائم التي حُملت على الجمال والبغال.

### الحملة الثالثة
وفي الحملة الثالثة استهدف برسباي فتح الجزيرة وإخضاعها لسلطانه، فأعد حملة أعظم من سابقتيها وأكثر عددا وعُدة، فأبحرت مائة وثمانون سفينة من رشيد في (829هـ = 1426م)، واتجهت إلى ليماسول، وصل المسلمون إلى قلعة ليماسول في 7 شعبان وحاصروا القلعة ودخلوها عنوة يوم الأربعاء 27 شعبان وقاموا بهدمها.ثم ساروا لاستكمال فتح الجزيرة ففي أول يوم من رمضان انقسم الجيش الإسلامي إلى فرقتين واحدة برية وأخرى بحرية. ثم جاء ملك قبرص يانوس بن جاك بن بيدرو في جيش أكبر من جيش المسلمين بكثير ودارت معركة حاسمة بين النصارى والمسلمين انتصر فيها المسلمين وأسروا الملك يانوس. ثم سار المسلمون إلى مدينة الأفقسية (نيقوسيا) عاصمة قبرص. بيد أن الفرنج وصلوا في 14 سفينة حربية لقتال المسلمين. فما كان من أمر هذا الأسطول الصليبي إلا أن هزم هزيمة ساحقة وقتل 1500 صليبي. ثم فتحت الأفقسية (نيقوسيا) وأصبحت الجزيرة تحت حكم المسلمين (مؤقتا) ورجع جيش المسلمين مع 3700 أسير من بينهم ملك قبرص.

### الاحتفال
واحتفلت القاهرة برجوع الحملة الظافرة التي تحمل أكاليل النصر، وشقّت الحملة شوارع القاهرة التي احتشد أهلها لاستقبال الأبطال في (8 شوال 829هـ = 14 أغسطس 1426م)، وكانت جموع الأسرى البالغة 3700 أسير تسير خلف الموكب، وكان من بينها الملك جانوس وأمراؤه.

## النتيجة
وحضرت الرسل من شريف مكة بركات بن عجلان ومن السلطان العثماني مراد الثاني والد السلطان الفاتح ومن السلطان التونسي الحفصي أبو فارس عبد العزيز. ثم أُحضر الملك يانوس إلى السلطان وهو راكب على حمار ويرسف في قيوده.فأمر السلطان بإدخاله على بقية الاسرى الصليبيين الذين صرخوا من الدهشة وقاموا بإلقاء التراب على رؤوسهم. لاحقاً أطلق الملك الأشرف ملك قبرص من السجن وأرجعه إلى بلاده مرغماً إياه على دفع جزية سنوية ضخمة لمصر مقابل استمرار ملكه لقبرص.